# Goatlord
Goatlord è una raccolta di brani del primo periodo del gruppo black metal norvegese Darkthrone, pubblicata il 24 ottobre 1996 dalla Moonfog Productions.

## Il disco
Tutte le tracce furono registrate nel 1991 per un demo strumentale, tra Soulside Journey e A Blaze in the Northern Sky, ma vennero scartate quando il gruppo decise di spostarsi dal death al black metal.
Le parti vocali vennero registrate solo nel 1994 da Fenriz.
Satyr, frontman dei Satyricon, eseguì le parti in scream all'inizio di Rex e Sadomasochistic Rites.
L'artwork è stato disegnato da Nocturno Culto, dalla Moonfog e dalla Union of the Lost Souls. Il disco è stato ristampato più volte, nel 2002 dalla Moonfog come LP con l'aggiunta di nuove note di copertina scritte da Fenriz e nel 2006 negli Stati Uniti d'America da The End Records.

## Tracce
1. Rex – 3:48
2. Pure Demoniac Blessing – 2:35
3. (The) Grimness of Which Sheperds Mourn – 4:23
4. Sadomasochistic Rites – 4:04
5. As Desertshadows – 4:42
6. In His Lovely Kingdom – 3:24
7. Black Daimon – 3:50
8. Toward(s) the Thornfields – 3:37
9. (Birth of Evil) Virgin Sin – 3:25
10. Green Cave Float – 4:02

## Formazione
- Fenriz - batteria, voce
- Nocturno Culto - chitarra
- Zephyrous - chitarra
- Dag Nilsen - basso

### Altri musicisti
- Satyr - voce